# Střída (sociální péče)
Střída byl způsob zaopatření nemajetných osob, založený na střídání poskytovatelů péče o dotyčnou osobu podle stanoveného systému (pořadníku) nebo domovních čísel. Chození po střídě bylo běžné do 70. let 19. století i déle. Jednotliví hospodáři v obci takto zajišťovali stravu, popřípadě také nocleh žebrákům (ale také třeba učitelům) domovsky příslušným do dotyčné obce. Někdy byli takto zaopatřovaní povinni hospodáři určitým způsobem pomáhat po dobu zaopatření v hospodářství.
Obdobně museli obyvatelé obce po střídě vykonávat určité práce nebo něco poskytovat pro obec (při výstavbě obecní pastoušky, údržbě cest, vydržování obecního býka apod.).